# Syscenus intermedius
Syscenus intermedius is een pissebed uit de familie Aegidae. De wetenschappelijke naam van de soort is voor het eerst geldig gepubliceerd in 1910 door Harriet Richardson.